# Batalha de Constantinopla (1147)
A Batalha de Constantinopla em 1147 foi um grande conflito entre as forças do Império Bizantino e os cruzados germânicos da Segunda Cruzada liderados por Conrado III, travada nos arredores da capital bizantina, Constantinopla. O imperador Manuel I (r. 1141–1180) estava muito preocupado com a presença de um grande e desgovernado exército nas imediações de sua capital e a atitude hostil de seus líderes. Um exército similarmente grande aproximava-se de Constantinopla, e a possibilidade dos dois exércitos convergirem na cidade foi visto com grande alarme por Manuel. Após combates armados iniciais com os cruzados, e insultos proferidos por Conrado, Manuel dispôs algumas de suas forças fora das muralhas. Parte do exército germânico então atacou e foi pesadamente derrotado. Após esse derrota, os cruzados rapidamente velejaram do Bósforo à Ásia Menor.

## Antecedentes

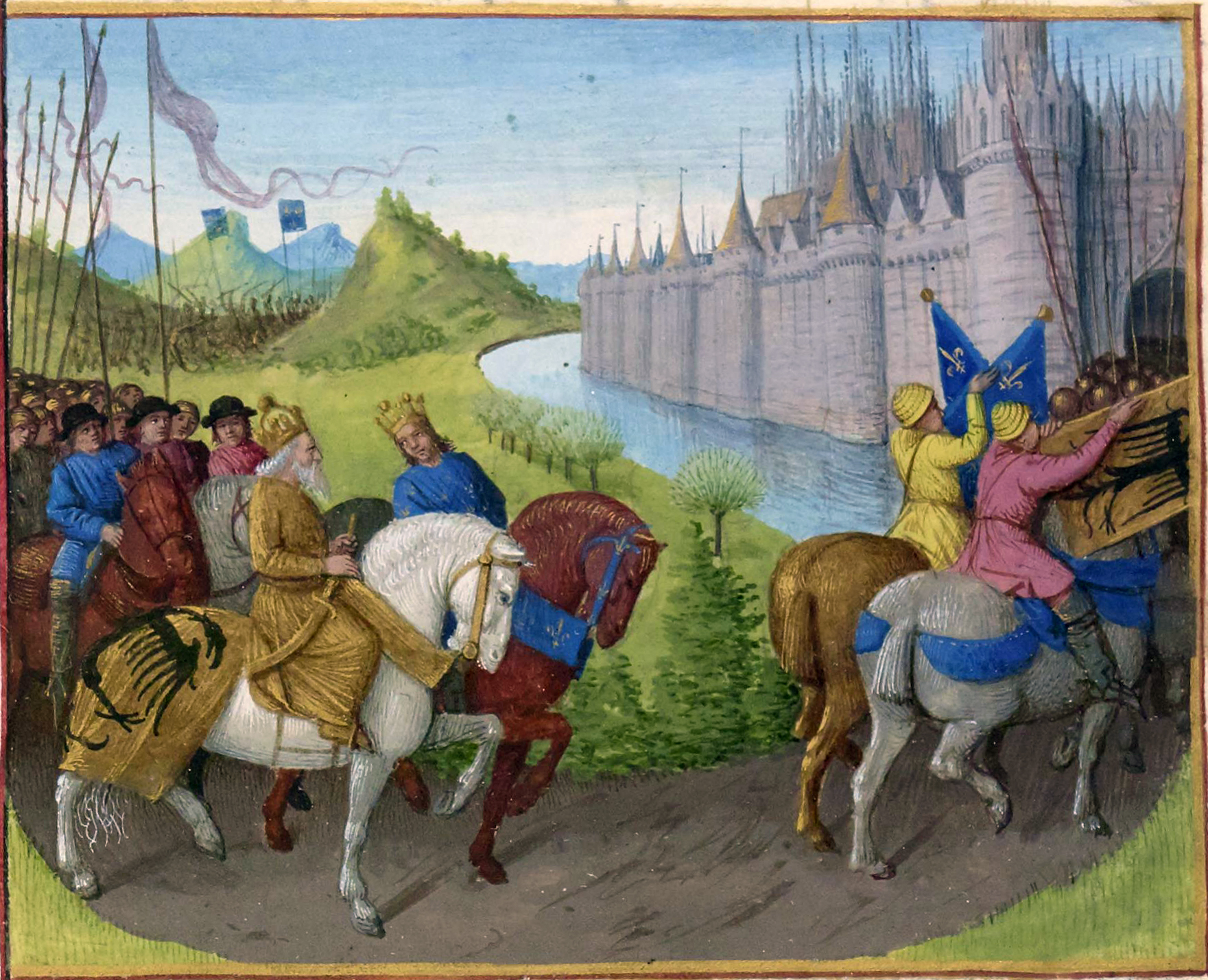
Segunda Cruzada chega a Constantinopla. Jean Fouquet, 1455-1460

A Segunda Cruzada (1145–1149) foi instigada pelo papa Eugênio III em resposta a queda do Condado de Edessa às forças do líder muçulmano Zengui, um dos Estados fundados na Primeira Cruzada. Era a primeira cruzada liderada por reis, notadamente Conrado III e Luís VII. Eles marcharam separados através da Europa a ao cruzar o território bizantino nos Bálcãs, ambos fizeram seu caminho em direção a Constantinopla. Os exércitos cruzados pretendiam utilizar a rota terrestre através da Ásia Menor para alcançar a Terra Santa.
Conrado insultou Manuel ao chamá-lo "rei de gregos" em vez do título de "imperador de romanos", e as pretensões imperiais dos germânicos fizeram-os mais suspeitos aos olhos dos bizantinos do que os francos. Após os líderes germânicos jurarem que não pretendiam prejudicar o Império Bizantino, contudo, Manuel preparou os marcados para atender o exército cruzado. Uma força bizantina sob o experiente general Prosuco, que era de origem turca, vigiou os germânicos. Um pequeno conflito entre bizantinos e cruzados ocorreu próximo de Adrianópolis, com os primeiros repelindo um ataque do sobrinho de Conrado, o futuro imperador Frederico Barba Ruiva. Os cruzados também sofreram um desastre natural, quando parte de seu acampamento foi varrido por uma enchente com consideráveis mortes.
Manuel desejada induzir os cruzados a cruzar à Ásia Menor pelo Helesponto, mantendo-os fora de Constantinopla. Porém, eles ignoraram o conselho do embaixador de Manuel e marcharam em direção a capital, chegando em 10 de setembro. Manuel havia reparado e fortalecido as muralhas de sua capital como salvaguarda contra qualquer agressão. Os germânicos acamparam em torno do palácio suburbano de Filopácio, mas pilharam-o e ela ficou rapidamente desabitado. Eles então moveram-se para outro palácio suburbano, Picrídio. A força cruzada, que pode ter sofrido com a carestia de alimentos, depredou e violentou a população local. Manuel estava determinado a fazer os germânicos cruzarem o Bósforo tão rápido quanto possível e mobilizou parte de suas forças para induzi-los a marchar.

## Batalha

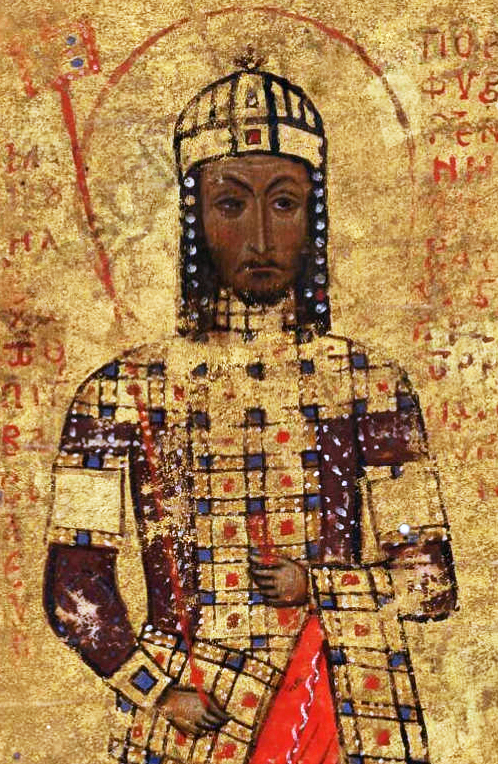
r.

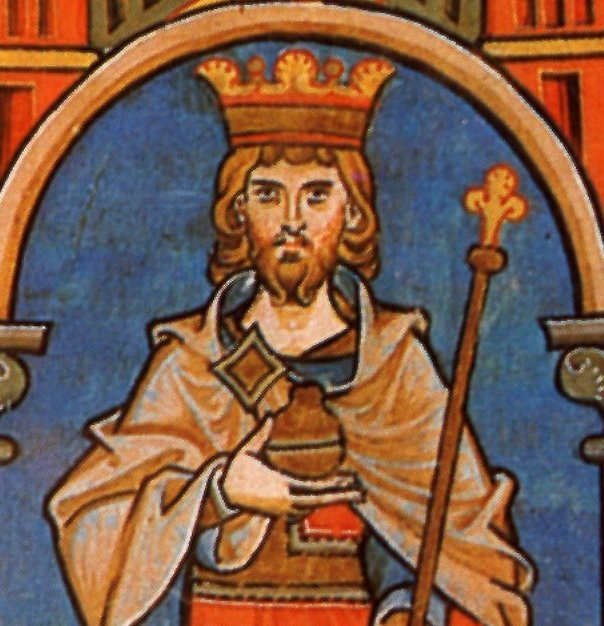
r.

A força bizantina foi colocada sob o comando de dois generais, Prosuco e Basílio. Eles foram instruídos a fazerem formação diante dos germânicos, e com sua presença provocarem um ataque. O exército bizantino era menor que o cruzado, mas, como o historiador contemporâneo João Cinamo afirma, "era igualmente superior na ciência militar e perseverança em batalha". Prosuco e Basílio tinham antes sido enviados para observar o exército germânico num lugar chamado Longos. Eles relataram a Manuel que, embora os germânicos eram individualmente impressionamentos e bem armados, sua cavalaria não era rápida e eles careciam de disciplina.
O conjunto do exército bizantino, incomumente, é descrito em algum detalhe por Cinamo. Para a frente, "muito para frente", estavam quatro unidades (taxiarquias) da "menos guerreira e comum parte do exército"; as palavras de Cinamo indicam que eles eram da infantaria. Atrás deles estavam a cavalaria mais pesada e bem-armada, os catafractários, a elite do exército. Depois estavam "aqueles que cavalgavam em cavalos velozes", os cursores, a forma mais móvel de cavalaria de combate estreito. Finalmente, na retaguarda, estavam cumanos, turcos seljúcidas e a força de arqueiros romanos, todos presumivelmente arqueiros a cavalo. Essa formação é incomum para uma batalha campal, e é essencialmente o reverso da prática bizantina padrão, como exemplificado pela Batalha de Sírmio de 1167. Em Sirmio, os arqueiros a cavalo foram colocados a frente para escaramuçar e provocar o inimigo, os cursores foram colocados como guardas dos flancos, os catafractários estavam na frente do corpo principal do exército enquanto a infantaria estava na reserva na retaguarda.
O bizantinista John Birkenmeir argumenta que o arranjo foi ditado pelas circunstâncias particulares da batalha; os bizantinos conheciam o terreno, pois estava logo afrente das muralhas de Constantinopla, e estavam cientes das disposições germânicas, de modo que não precisaram usar seus arqueiros a cavalo como uma força de busca ou rastreio. De fato, o arranjo bizantino foi mais provavelmente como aquele usado por Aleixo I Comneno na Batalha de Filomélio em 1117, onde a infantaria foi usada para romper ataques inimigos, permitindo a cavalaria controlar os contra-ataques detrás da proteção da infantaria. Além disso, as tropas menos armadas, por estarem situadas na retaguarda, podiam tanto cobrir uma retirada ou explorar uma vitória, dependendo das circunstâncias.
Segundo Cinamo, a porção do exército cruzado que confrontou os bizantinos foi "tomada por grande ânsia e desordem" e atacou "às pressas". Uma intensa batalha começou; em resposta ao ataque imprudente dos germânicos, os bizantinos "cientificamente resistiram e mataram-os". Um encômio contemporâneo (coleção de poemas de louvor) endereçados a Manuel descrevem os arqueiros a cavalo cumanos como desempenhando notável papel no confronto. Os germânicos sofreram pesadas baixas. É claro que nem todo o exército cruzado esteve envolvido no conflito; Conrado estava com outra seção do exército, possivelmente maior. Ele parece ter estado numa distância considerável do conflito, pois não soube do revés que suas tropas sofreram por algum tempo.

## Rescaldo
A exibição de força militar por parte dos bizantinos persuadiu Conrado a aceitar os desejos de Manuel e embarcar rapidamente seu exército através do Bósforo para Damalis. A maior preocupação de Manuel, o perigo dos exércitos cruzados germânicos e francos se unirem diante de sua capital, foi evitado. Com os germânicos seguramente na costa asiática, ele abriu negociações com Conrado novamente. Manuel queria assegurar que os germânicos lhe restaurassem qualquer território conquistassem e que fora bizantino, mas Conrado estava relutante em concordar com isso. Manuel ofereceu-lhe uma aliança, mas foi rejeitada. Os cruzados germânicos então, sem ativa orientação bizantina ou suprimentos adequados, adentraram o interior da Anatólia. Em Dorileia, encontraram-se com os turcos seljúcidas e, por estarem com fome, foram obrigados a se retirar. Os turcos atormentou punitivamente os cruzados que recuavam e a retirada tornou-se uma derrota.
Encontrando-se com o exército franco em Niceia, a força cruzada combinada avançou pela rota costeira em direção a Ataleia. Embora em território nominalmente bizantino, foram atacados pelos turcos alegadamente auxiliados pela população grega local. De Ataleia, Conrado pegou um navio de volta para Constantinopla. Manuel recebeu-o magnificamente e pessoalmente deu-lhe tratamento médico quando adoeceu. A reaproximação entre os soberanos foi selada com a negociação de um casamento dinástico. Manuel comprometeu-se a enviar a força agora reduzida de Conrado à Palestina, onde as forças da Segunda Cruzada fracassaram quando foram derrotadas fora das muralhas de Damasco.